# Varsi
Pour les articles homonymes, voir Diane Varsi et Dinorah Varsi.
Varsi est une commune de la province de Parme, dans l'Émilie-Romagne, en Italie.

## Administration
| Période                                  | Période  | Identité           | Étiquette | Qualité |
| ---------------------------------------- | -------- | ------------------ | --------- | ------- |
| 14 juin 2004                             | En cours | Giorgio Bertorelli |           |         |
| Les données manquantes sont à compléter. |          |                    |           |         |

### Hameaux
Baghetti, Bianchi, Contile, Corticella, Ferrè, Franchini, Lagadello, Leonardi, Lubbia Sopra, Lubbia Sotto, Manini, Michelotti, Minassi, Peracchi, Peretti, Perotti, Pessola, Pietracavata, Rocca, Scaffardi, Scortichiere, Sgui, Tognoni, Tosca, Villora, Volpi.

### Communes limitrophes
Bardi, Bore, Solignano, Valmozzola, Varano de' Melegari.